# Індекс економічної свободи

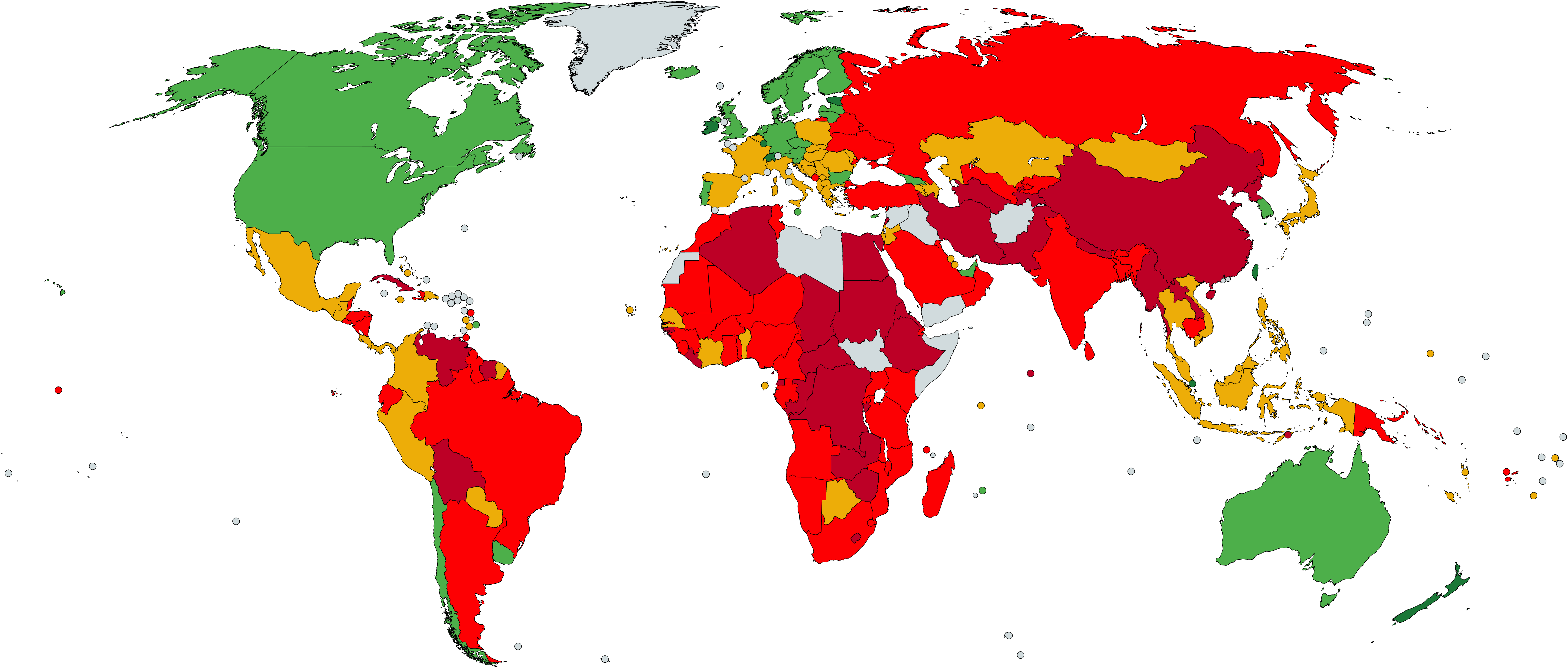
Індекс економічної свободи країн в 2022 році

І́ндекс економі́чної свобо́ди (англ. The Index of Economic Freedom) — показник, який щорічно з 1995 року розраховується Wall Street Journal і Heritage Foundation для вимірювання рівня економічної свободи.

## Дані для розрахунку
Індекс економічної свободи базується на 10-ти індексах, які оцінюються за шкалою від 0 до 100, причому, показник 100 відповідає максимальній свободі:
1. Свобода бізнесу
2. Свобода торгівлі
3. Податкова свобода
4. Державні витрати
5. Грошова свобода
6. Свобода інвестицій
7. Фінансова свобода
8. Захист прав власності
9. Свобода від корупції
10. Свобода трудових стосунків

Вага кожного з 10 факторів вважається однаковою, через це загальний індекс являє собою середнє арифметичне від показників.
Усі країни за цим індексом діляться на такі групи:
- Вільні — з показником 80—100
- В основному вільні — з показником 70—79,9
- Помірно вільні — з показником 60—69,9
- В основному невільні — з показником 50—59,9
- Деспотичні — з показником 0—49,9

## Лідери рейтингу
У 2009—2015 роках передові місця займали такі країни:
| 2009 рік | 2009 рік        | 2009 рік |
| -------- | --------------- | -------- |
| 1.       | Гонконг         | 90,0     |
| 2.       | Сінгапур        | 87,1     |
| 3.       | Австралія       | 82,6     |
| 4.       | Ірландія        | 82,2     |
| 5.       | Нова Зеландія   | 82,0     |
| 6.       | США             | 80,7     |
| 7.       | Канада          | 80,5     |
| 8.       | Данія           | 79,6     |
| 9.       | Швейцарія       | 79,4     |
| 10.      | Велика Британія | 79,0     |

| 2010 рік | 2010 рік      | 2010 рік |
| -------- | ------------- | -------- |
| 1.       | Гонконг       | 89,7     |
| 2.       | Сінгапур      | 86,1     |
| 3.       | Австралія     | 82,6     |
| 4.       | Нова Зеландія | 82,1     |
| 5.       | Ірландія      | 81,3     |
| 6.       | Швейцарія     | 81,1     |
| 7.       | Канада        | 80,4     |
| 8.       | США           | 78,0     |
| 9.       | Данія         | 77,9     |
| 10.      | Чилі          | 77,2     |

| 2014 рік | 2014 рік      | 2014 рік |
| -------- | ------------- | -------- |
| 1.       | Гонконг       | 90,1     |
| 2.       | Сінгапур      | 89,4     |
| 3.       | Австралія     | 82,0     |
| 4.       | Швейцарія     | 81,6     |
| 5.       | Нова Зеландія | 81,2     |
| 6.       | Канада        | 80,2     |
| 7.       | Чилі          | 78,7     |
| 8.       | Маврикій      | 76,5     |
| 9.       | Ірландія      | 76,2     |
| 10.      | Данія         | 76,1     |

| 2015 рік | 2015 рік      | 2015 рік |
| -------- | ------------- | -------- |
| 1.       | Гонконг       | 89,6     |
| 2.       | Сінгапур      | 89,4     |
| 3.       | Нова Зеландія | 82,1     |
| 4.       | Австралія     | 81,4     |
| 5.       | Швейцарія     | 80,5     |
| 6.       | Канада        | 79,1     |
| 7.       | Чилі          | 78,5     |
| 8.       | Естонія       | 76,8     |
| 9.       | Ірландія      | 76,6     |
| 10.      | Маврикій      | 76,4     |

## Рейтинг пострадянських країн
| 2009 рік                                   | 2009 рік                                 | 2009 рік                                 |
| Країни із в основному вільною економікою   | Країни із в основному вільною економікою | Країни із в основному вільною економікою |
| ------------------------------------------ | ---------------------------------------- | ---------------------------------------- |
| 13.                                        | Естонія                                  | 76.4                                     |
| 30.                                        | Литва                                    | 70,0                                     |
| Країни з помірно вільною економікою        |                                          |                                          |
| 31.                                        | Вірменія                                 | 69,9                                     |
| 32.                                        | Грузія                                   | 69,8                                     |
| 45.                                        | Латвія                                   | 66,6                                     |
| 74.                                        | Киргизстан                               | 61,8                                     |
| 83.                                        | Казахстан                                | 60,1                                     |
| Країни із в основному невільною економікою |                                          |                                          |
| 99.                                        | Азербайджан                              | 58,0                                     |
| 120.                                       | Молдова                                  | 54,9                                     |
| 122.                                       | Таджикистан                              | 54,6                                     |
| 146.                                       | Росія                                    | 50,8                                     |
| 148.                                       | Узбекистан                               | 50,5                                     |
| Країни з невільною економікою              |                                          |                                          |
| 152.                                       | Україна                                  | 48,8                                     |
| 167.                                       | Білорусь                                 | 45,0                                     |
| 169.                                       | Туркменістан                             | 44,2                                     |

| 2010 рік                                   | 2010 рік                                 | 2010 рік                                 |
| Країни із в основному вільною економікою   | Країни із в основному вільною економікою | Країни із в основному вільною економікою |
| ------------------------------------------ | ---------------------------------------- | ---------------------------------------- |
| 16.                                        | Естонія                                  | 74,7                                     |
| 26.                                        | Грузія                                   | 70,4                                     |
| 29.                                        | Литва                                    | 70,3                                     |
| Країни з помірно вільною економікою        |                                          |                                          |
| 38.                                        | Вірменія                                 | 69,2                                     |
| 50.                                        | Латвія                                   | 66,2                                     |
| 80.                                        | Киргизстан                               | 61,3                                     |
| 82.                                        | Казахстан                                | 61,0                                     |
| Країни із в основному невільною економікою |                                          |                                          |
| 96.                                        | Азербайджан                              | 58,8                                     |
| 125.                                       | Молдова                                  | 53,7                                     |
| 128.                                       | Таджикистан                              | 53,0                                     |
| 143.                                       | Росія                                    | 50,3                                     |
| Країни з невільною економікою              |                                          |                                          |
| 150.                                       | Білорусь                                 | 48,7                                     |
| 158.                                       | Узбекистан                               | 47,5                                     |
| 162.                                       | Україна                                  | 46,4                                     |
| 171.                                       | Туркменістан                             | 42,5                                     |

| 2014 рік                                   | 2014 рік                                 | 2014 рік                                 |
| Країни із в основному вільною економікою   | Країни із в основному вільною економікою | Країни із в основному вільною економікою |
| ------------------------------------------ | ---------------------------------------- | ---------------------------------------- |
| 11.                                        | Естонія                                  | 75,9                                     |
| 21.                                        | Литва                                    | 73,0                                     |
| 22.                                        | Грузія                                   | 72,6                                     |
| Країни з помірно вільною економікою        |                                          |                                          |
| 41.                                        | Вірменія                                 | 68,9                                     |
| 42.                                        | Латвія                                   | 68,7                                     |
| 67.                                        | Казахстан                                | 63,7                                     |
| 80.                                        | Азербайджан                              | 61,3                                     |
| 84.                                        | Киргизстан                               | 61,1                                     |
| Країни із в основному невільною економікою |                                          |                                          |
| 109.                                       | Молдова                                  | 57,3                                     |
| 139.                                       | Таджикистан                              | 52,0                                     |
| 140.                                       | Росія                                    | 51,9                                     |
| 149.                                       | Білорусь                                 | 50,1                                     |
| Країни з невільною економікою              |                                          |                                          |
| 155.                                       | Україна                                  | 49,3                                     |
| 162.                                       | Узбекистан                               | 46,5                                     |
| 171.                                       | Туркменістан                             | 42,2                                     |

| 2015 рік                                   | 2015 рік                                 | 2015 рік                                 |
| Країни із в основному вільною економікою   | Країни із в основному вільною економікою | Країни із в основному вільною економікою |
| ------------------------------------------ | ---------------------------------------- | ---------------------------------------- |
| 8.                                         | Естонія                                  | 76,8                                     |
| 15.                                        | Литва                                    | 74,7                                     |
| 22.                                        | Грузія                                   | 73,0                                     |
| Країни з помірно вільною економікою        |                                          |                                          |
| 37.                                        | Латвія                                   | 69,7                                     |
| 52.                                        | Вірменія                                 | 67,1                                     |
| 69.                                        | Казахстан                                | 63,3                                     |
| 82.                                        | Киргизстан                               | 61,3                                     |
| 85.                                        | Азербайджан                              | 61,0                                     |
| Країни із в основному невільною економікою |                                          |                                          |
| 111.                                       | Молдова                                  | 57,5                                     |
| 140.                                       | Таджикистан                              | 52,7                                     |
| 143.                                       | Росія                                    | 52,1                                     |
| Країни з невільною економікою              |                                          |                                          |
| 153.                                       | Білорусь                                 | 49,8                                     |
| 160.                                       | Узбекистан                               | 47,0                                     |
| 162.                                       | Україна                                  | 46,9                                     |
| 172.                                       | Туркменістан                             | 41,4                                     |

| 2019 рік                                   | 2019 рік                                 | 2019 рік                                 |
| Країни із в основному вільною економікою   | Країни із в основному вільною економікою | Країни із в основному вільною економікою |
| ------------------------------------------ | ---------------------------------------- | ---------------------------------------- |
| 15.                                        | Естонія                                  | 76,6                                     |
| 16.                                        | Грузія                                   | 75,9                                     |
| 21.                                        | Литва                                    | 74,2                                     |
| 35.                                        | Латвія                                   | 70,4                                     |
| Країни з помірно вільною економікою        |                                          |                                          |
| 47.                                        | Вірменія                                 | 67,7                                     |
| 59.                                        | Казахстан                                | 65,4                                     |
| 60.                                        | Азербайджан                              | 65,4                                     |
| 79.                                        | Киргизстан                               | 62,3                                     |
| Країни із в основному невільною економікою |                                          |                                          |
| 97.                                        | Молдова                                  | 59,1                                     |
| 98.                                        | Росія                                    | 58,9                                     |
| 104.                                       | Білорусь                                 | 57,9                                     |
| 122.                                       | Таджикистан                              | 55,6                                     |
| 153.                                       | Узбекистан                               | 53,3                                     |
| 160.                                       | Україна                                  | 52,3                                     |
| Деспотичні країни                          |                                          |                                          |
| 164.                                       | Туркменістан                             | 48,4                                     |

## Економічна свобода в Україні

Динаміка зміни індексу економічної свободи в Україні з 1995—2011 рр.

Індекс розрахований на початку 2011 року показав найгірші показники в таких показниках як інвестиційна свобода та свобода від корупції (-3,0▼ — корупція зросла). Найбільший спад відбувся в ефективності бюджетних витрат (-8.2▼) і в свободі трудових стосунків (-7.7▼). Щоправда відмічено зріст свободи бізнесу (+8.4 ▲), що пояснюється зменшенням дозвільних документів необхідних для розпочинання, ведення та закриття бізнесу Індекс економічної свободи розраховувався з врахуванням стану другої половини 2009 року та першої половини 2010 року. Співавтор Індексу економічної свободи інституту Фрейзера американський професор Джеймс Ґвартні вважає, що українці успішні всюди, крім самої України; і станом на 2017 рік місце України в індексі — 149-те, між Анголою та Іраном.
| Десять економічних свобод — Україна 2011 рік. | Десять економічних свобод — Україна 2011 рік. | Десять економічних свобод — Україна 2011 рік. | Десять економічних свобод — Україна 2011 рік. | Десять економічних свобод — Україна 2011 рік. | Десять економічних свобод — Україна 2011 рік. |
| --------------------------------------------- | --------------------------------------------- | --------------------------------------------- | --------------------------------------------- | --------------------------------------------- | --------------------------------------------- |
| Значення                                      | Назва свободи                                 | У світі                                       | Значення                                      | Назва свободи                                 | У світі                                       |
| ▲47.1                                         | Свобода бізнесу                               | Сер. 64.3                                     | ▬20.0                                         | Свобода інвестицій                            | Сер 50.2                                      |
| ▲85.2                                         | Свобода торгівлі                              | Сер. 74.8                                     | ▬30.0                                         | Фінансова свобода                             | Сер 48.5                                      |
| ▼77.3                                         | Податкова свобода                             | Сер. 76.3                                     | ▬30.0                                         | Захист прав власності                         | Сер 43.6                                      |
| ▼32.9                                         | Державні витрати                              | Сер. 63.9                                     | ▼22.0                                         | Свобода від корупції                          | Сер 40.5                                      |
| ▲63.2                                         | Грошова свобода                               | Сер. 73.4                                     | ▼50.0                                         | Свобода трудових стосунків                    | Сер 61.5                                      |

| Україна за роками | Україна за роками | Україна за роками | Україна за роками | Україна за роками | Україна за роками | Україна за роками | Україна за роками  | Україна за роками | Україна за роками     | Україна за роками    | Україна за роками          |
| ----------------- | ----------------- | ----------------- | ----------------- | ----------------- | ----------------- | ----------------- | ------------------ | ----------------- | --------------------- | -------------------- | -------------------------- |
| Рік               | Загалом           | Свобода бізнесу   | Свобода торгівлі  | Податкова свобода | Державні витрати  | Грошова свобода   | Свобода інвестицій | Фінансова свобода | Захист прав власності | Свобода від корупції | Свобода трудових стосунків |
| 2020              | 54.9              | 61.3              | 81.2              | 81.1              | 47.2              | 63.0              | 35.0               | 30.0              | 47.5                  | 37.9                 | 48.3                       |
| 2019              | 52.3              | 66.1              | 75,0              | 81.8              | 46.9              | 58.6              | 35.0               | 30.0              | 43.9                  | 29.6                 | 46.7                       |
| 2018              | 51.9              | 62.7              | 81.1              | 80.2              | 45,0              | 60.1              | 35.0               | 30.0              | 41,0                  | 29,0                 | 52.8                       |
| 2017              | 48.1              | 62.1              | 85.9              | 78.6              | 38.2              | 47.4              | 25.0               | 30.0              | 41.4                  | 29.2                 | 48.8                       |
| 2016              | 46.8              | 56.8              | 85.8              | 78.6              | 30.6              | 66.9              | 20.0               | 30.0              | 25.0                  | 26.0                 | 47.9                       |
| 2015              | 46.9              | 59.3              | 85.8              | 78.7              | 28.0              | 78.6              | 15.0               | 30.0              | 20.0                  | 25.0                 | 48.2                       |
| 2014              | 49.3              | 59.8              | 86.2              | 79.1              | 37.5              | 78.7              | 20.0               | 30.0              | 30.0                  | 21.9                 | 49.8                       |
| 2013              | 46.3              | 47.6              | 84.4              | 78.2              | 29.4              | 71.0              | 20.0               | 30.0              | 30.0                  | 23.0                 | 49.9                       |
| 2012              | 46.1              | 46.2              | 84.4              | 78.2              | 29.4              | 67.7              | 20.0               | 30.0              | 30.0                  | 24.0                 | 51.2                       |
| 2011              | 45.8              | 47.1              | 85.2              | 77.3              | 32.9              | 63.2              | 20.0               | 30.0              | 30.0                  | 22.0                 | 50.0                       |
| 2010              | 46.4              | 38.7              | 82.6              | 77.9              | 41.1              | 61.2              | 20.0               | 30.0              | 30.0                  | 25.0                 | 57.7                       |
| 2009              | 48.8              | 40.5              | 84.0              | 77.0              | 39.0              | 68.1              | 30.0               | 40.0              | 30.0                  | 27.0                 | 52.4                       |
| 2008              | 51.0              | 44.4              | 82.2              | 79.0              | 43.0              | 69.9              | 30.0               | 50.0              | 30.0                  | 28.0                 | 53.1                       |
| 2007              | 51.5              | 43.6              | 77.2              | 83.6              | 53.2              | 68.4              | 30.0               | 50.0              | 30.0                  | 26.0                 | 52.8                       |
| 2006              | 54.4              | 43.1              | 77.2              | 90.2              | 75.8              | 72.9              | 30.0               | 50.0              | 30.0                  | 22.0                 | 53.2                       |
| 2005              | 55.8              | 55.0              | 76.2              | 83.0              | 78.6              | 76.2              | 30.0               | 50.0              | 30.0                  | 23.0                 | 55.8                       |
| 2004              | 53.7              | 55.0              | 74.4              | 67.5              | 77.8              | 74.5              | 30.0               | 50.0              | 30.0                  | 24.0                 | N/A                        |
| 2003              | 51.1              | 55.0              | 74.6              | 67.1              | 68.1              | 64.0              | 30.0               | 50.0              | 30.0                  | 21.0                 | N/A                        |
| 2002              | 48.2              | 55.0              | 71.0              | 66.1              | 58.9              | 58.2              | 50.0               | 30.0              | 30.0                  | 15.0                 | N/A                        |
| 2001              | 48.5              | 55.0              | 70.0              | 63.8              | 49.6              | 62.3              | 50.0               | 30.0              | 30.0                  | 26.0                 | N/A                        |
| 2000              | 47.8              | 55.0              | 70.0              | 62.3              | 41.9              | 63.0              | 50.0               | 30.0              | 30.0                  | 28.0                 | N/A                        |
| 1999              | 43.7              | 55.0              | 53.0              | 63.0              | 43.0              | 39.3              | 50.0               | 30.0              | 30.0                  | 30.0                 | N/A                        |
| 1998              | 40.4              | 55.0              | 53.0              | 64.4              | 51.0              | 0.0               | 50.0               | 30.0              | 30.0                  | 30.0                 | N/A                        |
| 1997              | 43.5              | 55.0              | 66.0              | 61.1              | 49.1              | 0.0               | 50.0               | 30.0              | 50.0                  | 30.0                 | N/A                        |
| 1996              | 40.6              | 55.0              | 66.0              | 57.7              | 47.1              | 0.0               | 50.0               | 30.0              | 30.0                  | 30.0                 | N/A                        |
| 1995              | 39.9              | 55.0              | 55.0              | 61.8              | 47.1              | 0.0               | 50.0               | 50.0              | 30.0                  | 10.0                 | N/A                        |